# Wake Up Sid
Wake Up Sid è un film indiano di genere commedia romantica del 2009. Diretto da Ayan Mukerji e prodotto dalla Dharma Productions di Karan Johar.
Il film si svolge nella moderna Bombay e racconta la storia di un viziato figlio di papà di nome Sid Mehra (Ranbir Kapoor), uno studente universitario a cui viene insegnato il significato della vita da parte di Aisha (Konkona Sen Sharma), un'aspirante scrittrice di Calcutta.

## Colonna sonora
1. Shankar Mahadevan – Wake Up Sid! – 3:51
2. Clinton Cerejo – Kya Karun? – 4:13
3. Shankar Mahadevan – Aaj Kal Zindagi – 4:13
4. Kavita Seth, Amitabh Bhattacharya – Iktara – 4:13
5. Shankar Mahadevan, Uday Benegal – Life Is Crazy – 4:14
6. Tochi Raina, Amitabh Bhattacharya, Raman Mahadevan – Iktara – 3:44
7. Shankar Mahadevan – Wake Up Sid! (Club Mix) – 3:44